# Lars Grini
Lars Grini, född 29 juni 1944 i Gran i Oppland fylke, är en norsk tidigare backhoppare som var aktiv från 1965 till 1972. Han tävlade för Ski- og Fotballklubben Lyn i Oslo. 

## Karriär
Lars Grini debuterade på elitnivå 1965 då han vann en bronsmedalj i norska mästerskapen i Midtstubakken i Oslo (efter Bjørn Wirkola och Torgeir Brandtzæg). I mars samma år tog han en andraplats i Holmenkollrennet 1,2 poäng efter Dieter Neuendorf från Östtyskland. Grini förbättrade backrekordet i Holmenkollen till 89 meter. Lars Grini vann backhoppningen under Svenska Skidspelen i Falun 1967 och 1969.
I sin andra säsong i tysk-österrikiska backhopparveckan blev Lars Grini nummer 2 i deltävlingen i Oberstdorf 31 december 1967, före hoppare som Bjørn Wirkola från Norge och Jiří Raška från dåvarande Tjeckoslovakien, men efter Dieter Neuendorf från DDR. 
Två månader senare deltog Grini i olympiska spelen i Grenoble 1968. I tävlingen i normalbacken i Autrans blev Lars Grini nummer 13. Han var 10,4 poäng efter segrande Jiří Raška och 6,5 poäng från prispallen. I stora backen i Saint-Nizier-du-Moucherotte vann Grini en bronsmedalj. Han var 17,0 poäng efter guldvinnaren Vladimir Belusov från Sovjetunionen och 15,1 poäng efter Jiří Raška.
Lars Grini vann VM-brons i normalbacken under Skid-VM 1970 i Vysoké Tatry i det dåvarande Tjeckoslovakien. Han var 6,0 poäng efter dubble världsmästaren Garij Napalkov från Sovjetunionen och 3,1 poäng efter Yukio Kasaya som vann Japans första medalj i ett Skid-VM. Grini blev nummer 11 i stora backen.
Lars Grini satte världsrekord i skidflygning i Oberstdorf 1967 med ett hopp som mätte 150 meter.
Grini blev norsk mästare tre gånger: I normalbacke 1970 och 1973 samt i stora backen 1974. Han har också vunnit två silvermedaljer och tre bronsmedaljer i norska mästerskap.